# جون جوزيف لي
جون جوزيف لي (بالإنجليزية: John Joseph Lee)‏ هو مؤرخ وسياسي أيرلندي، ولد في 9 يوليو 1942. انتخب عضو مجلس الشيوخ من أيرلندا عن دائرة National University of Ireland (constituency) ‏ وقد انضم خلال فترته النيابية ‏ (17 فبراير 1993 – 10 يوليو 1997)  للكتلة البرلمانية مستقل.